# جاك نيكر

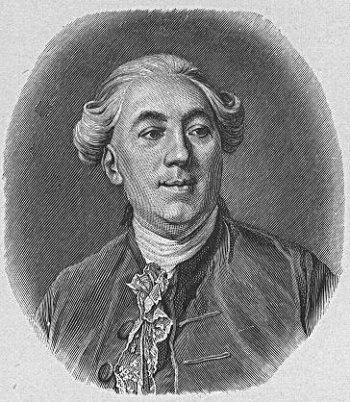
Jacques Necker

جاك نكير Jacques Necker (و.30 سبتمبر، 1732 - 9 أبريل، 1804) كان رجل دولة فرنسي من أصل سويسري ووزير مالية لويس السادس عشر.

## النشأة

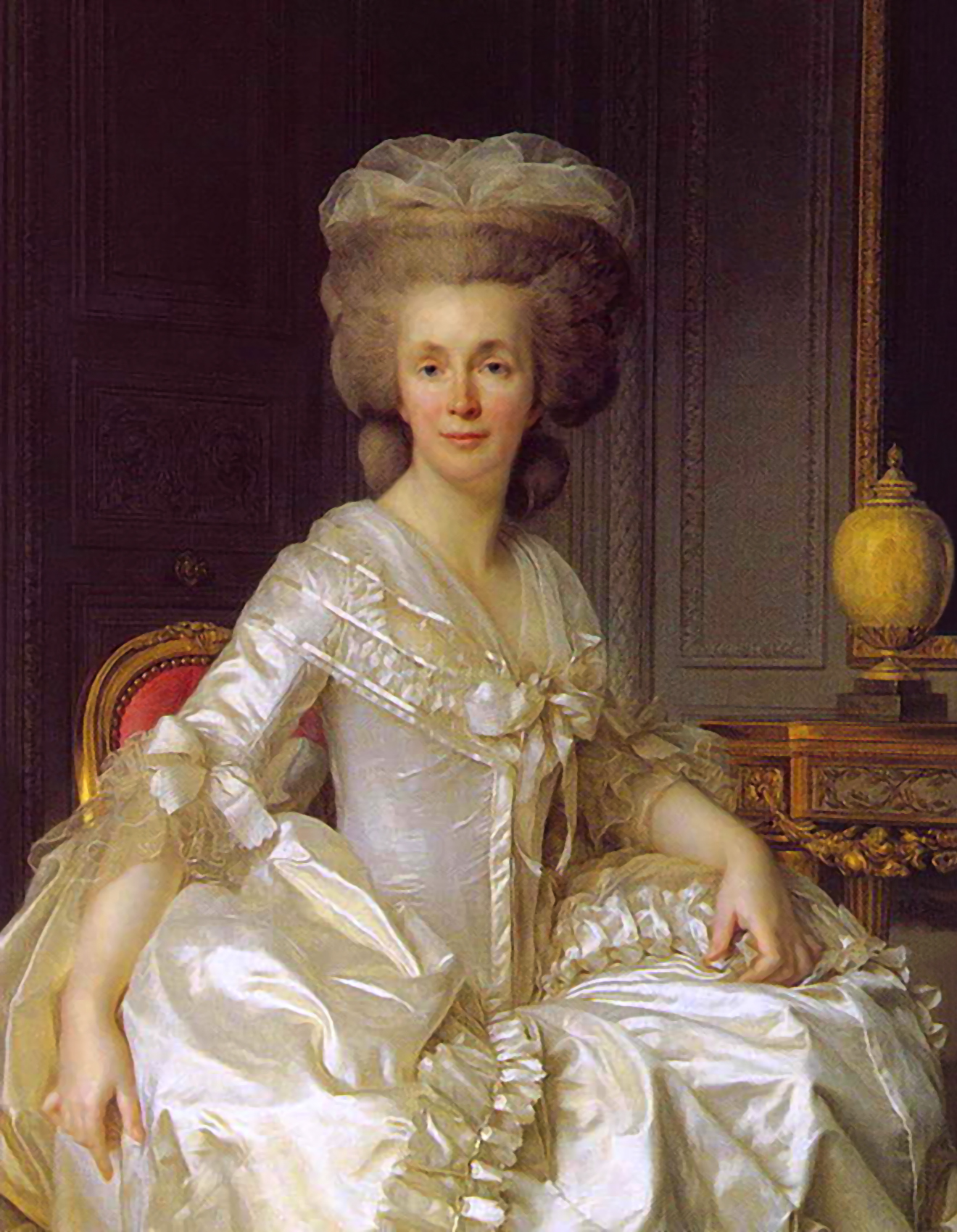
مدام نكير، كان اسمها قبل الزواج سوزان كورشو.

وُلد نكير في جنيف في سويسرا. وقد نشأ والده في كوشترين في نويمارك (پروسيا، الآن كوسترين ناد اودرا، پولندا)، وبعد نشره بعض الأعمال في القانون الدولي، تم انتخابه أستاذاً للقانون العمومي في جنيڤ، التي أصبح مواطناً فيها.

## وزارة نكير الأولى 1776-1781
خلف طورجو في رقابة مالية كلوني دنوي، الذي رد السخرة والكثير من النقابات الحرفية، ولم ينفذ مراسيم الغلال.. وألغى المصرفيون الهولنديون موافقتهم على إقراض فرنسا ستين مليوناً من الجنيهات بسعر أربعة في المائة، ولم يكشف الوزير الجديد طريقة لاجتذاب المال إلى خزانة الدولة خيراً من إنشاء يانصيب قومي (30 يونيو 1776). فلما مات كلوني (أكتوبر)، أقنع مصرفيو باريس الملك بأن يستدعي إلى خدمته الرجل الذي كان أكفاء نقاد طورجو.
كان جاك نكير بروتستانتياً، ولد في جنيف عام 1732 وأرسله أبوه-وكان أستاذاً للقانون في أكاديمية جنيف-إلى باريس ليعمل كاتباً في مصرف اسحاق فرنيه. فلما تقاعد فرنيه أقرض نكير المال ليفتتح مصرفاً خاصاً به. وضم نكير ماله إلى مال رجل سويسري آخر، فأصابا نجاحاً بتقديم القروض للحكومة والمضاربة في الغلال. وحين ناهز نكير الثلاثين كان غنياً، محترماً، أعزباً. ولم يتمن الآن مزيداً من الثراء بل منصباً رفيعاً، وفرصة للخدمة الممتازة والشهرة القومية، وهذا يقتضيه زوجة وبيناً يكون نقطة ارتكاز، أو قاعدة عمليات. ومن ثم تودد إلى المركيزة فرمنو الأرملة، فرفضته، ولكنا جاءت من جنيف بسوزان كورشوا الجميلة الموهوبة التي كانت قبيل ذلك قد أفلتت من الزواج بأدوارد جبون. ووقع نكير في غرام سوزان، وتزوجها في 1764. ويعد وفاؤهما المتبادل طوال الحياة حافلة بالأحداث من ألمع الأضواء في مشكال ذلك العصر المضطرب. وأقاما بيتاً فوق مصرفه، وهناك افتتحت صالوناً (1765) ودعت إليه الكتاب ورجال العمال، أملاً في أن تعبد هذه الصداقات طريق زوجها وتنيره.
وكان نكير نفسه يتحرق شوقاً للتأليف، فبدأ بكتابة «مديح لكولبير» الذي توجته الأكاديمية الفرنسية. واعتزل الآن عمله ودخل المعترك السياسي بذلك المقال «في قانون الغلال» الذي عارض سياسة طورجو في عدم التدخل الحكومي. وظفر الكتيب بثناء ديدرو، الذي لعله استمتع بفقرة تكلم فيها المؤلف كما يتكلم الاشتراكيون، وكانت قد قرأ رويو. وقد هاجم نكير:
وفي 22 أكتوبر 1776 عين لويس السادس عشر نكير «مديراً للخزانة الملكية» بناء على تزكية موريبا. وكان تعييناً يشوبه الاعتذار. فقد احتج بعض الأساقفة على السماح لبروتستانتي سويسري بأن يتحكم في مال الأمة، فأجاب موريبا، «في وسع رجال الدين أن يشاركوا في اختيار الوزراء إذا هم دفعوا ديون الدولة»(91). وستراً لهذا الواقع عين كاثوليكي فرنسي يدعى تابور دريو مراقباً عاماً للمالية له الرآسة الاسمية على نكير. وتضاءلت معارضة الأكليروس حين جعل نكير تدينه واضحاً جلياً. وفي 29 يونيو 1777 استقال تابور، وعين نكير مديراً عاماً للمالية. وقد رفض أن يتقاضى راتباً، بل أقرض مليوني جنيه من ماله الخاص (92). ولكنه ظل محروماً من لقب الوزير، ولم يسمح له بعضوية المجلس الملكي.
وقد وفق في حدود خلقه وسلطته. ذلك أنه درب على علاج مشكلات الصيرفة لا مشكلات الدولة، وكان في قدرته تكثير المال بنجاح أكثر من سياسة الرجال. وقد أرسى في الإدارة المالية نظاماً وحسابات ووفراً أفضل، وألغى أكثر من خمسمائة وظيفة شرفية ومنصب زائد عن الحاجة. وإذ كان حائزاً على ثقة المجتمع المالي، فقد استطاع طرح أسهم بقروض أكسبت الخزانة 148.000.000 جنيه خلال عام واحد. ثم دعم بعض الإصلاحات الصغيرة، فخفف من المظالم في فرض الضرائب، وحسن المستشفيات، ونظم بنوك الرهونات لتقرض الفقراء المال بفائدة منخفضة، وواصل جهود طورجو للحد من نفقات البلاط، والبيت الملكي، والملكة. ورد إلى الملتزمين العموميين جميع الضرائب غير المباشرة (1780)، غير أنه اختزل عددهم وأخضعهم لفحص ورقابة أدق. وقد أقنع لويس السادس عشر بأن يسمح بإنشاء المجالس الإقليمية في بري، وجرينوبل، ومونتوبان، ووضع سابقة هامة إذ اتخذ التدابير لجعل ممثلي الطبقة الثالثة (التي تنتظم الطبقتين الوسطى والدنيا) في هذه المجالس مساوين لمثلى النبلاء والأكليروس مجتمعين. على أن الملك كان يختار أعضاء هذه المجالس، ولم يسمح بأي سلطة تشريعية. وقد ظفر نكير بنصر هام حين أقنع الملك بأن يعتق من بقي من الأقنان على الأراضي الملكية، وأن يهيب بجميع السادة الإقطاعيين أن يحذو حذوه. فلما رفضوا أشار نكير عليه بغلاء القنية كلها في فرنسا، مع دفع التعويضات للسادة، ولكن الملك الذي كان حبيس تقاليده أجاب بأن حقوق الملكية نظام بلغ من الرسخ مبلغاً يعسر معه إلغاءه بمرسوم (93). وفي 1780، وتحت إلحاح نكير أيضاً، أمر الملك بإنهاء التعذيب القضائي، وإلغاء السجون السلفية، وفصل السجناء الذين جرموا فعلاً عن أولئك الذين لم يحاكموا بعد، وفصل كلتا الفئتين عن الأشخاص المقبوض عليهم بسبب الدين. هذه وغيرها من إنجازات وزارة نكير الأولى تستحق عرفاناً أكثر مما ناله عموماً. فإذا سألنا لم لم يعمل مبضعه بأعمق وأسرع مما أعمله، وجب أن نتذكر أن طورجو قد لقي اللوم على تعجله والاستكثار من الأعداء في وقت واحد. وقد انتقد نكير على طرحه القروض بدلاً من جمع الضرائب، ولكنه أحس بأن الشعب قد فرض عليه من الضرائب ما يكفي.
وقد أحسنت مدام كمبان تلخيص موقف الملك من وزرائه، وهي اللصيقة دائماً بهذه الدراما المتطورة "لقد حكم طورجو، ماليرب، ونكير، بأن هذا الملك المتواضع البسيط في عاداته، لن يتردد في التضحية بحقه الملكي في سبيل عظمة شعبه الحقيقية؛ لقد كان قلبه ينعطف به نحو الإصلاح، ولكن تحيزاته ومخاوفه، ومطالب الأشخاص الأتقياء وأصحاب الامتيازات الملحة جعلته جباناً، وأكرهته على التخلي عن خطط أوحى بها إليه حبه للشعب"(94). ومع ذلك فقد جرؤ على أن يقول في إعلان عام (1780) لعل نكير كان قد أعده له، إن "الضرائب المفروضة على أفقر شطر من رعايانا.. وقد زادت بنسبة تفوق كثيراً سائر الرعايا الباقين. "وأعرب عن آماله ألا يحسب الأغنياء أنفسهم مظلومين إذا وجب عليهم، بعد أن يردوا إلى المستوى العام (الضرائب)، أن يؤدوا الفروض التي كان لا بد أن يشاركوا فيها غيرهم منذ زمان بقدر أكبر من المساواة"(95). وكان يرتعد إذا خطر بباله فولتير، ولكن روحه التحررية شكلها على غير وعي منه ذلك العمل الذي قام به فولتير، وروسو، وجماعة الفلاسفة بوجه عام لفضح المفاسد القديمة ولبعث الحياة الجديدة في المشاعر الإنسانية التي ارتبطت من قبل بالمسيحية. ففي هذا النصف الأول من حكمه بدأ لويس السادس عشر إصلاحات كان خليقاً بها لو اتصلت واتسعت شيئاً فشيئاً أن تتفادى الثورة. ثم إنه في عهد هذا الملك الضعيف نرى فرنسا التي سلبتها إنجلترا ممتلكاتها وأذلتها في عهد أسلافه-تكيل الضربات بجرأة وبنجاح لبريطانيا الفخور، وتعين بعملها هذا على تحرير أمريكا.

## عودة نكير 1788-1789

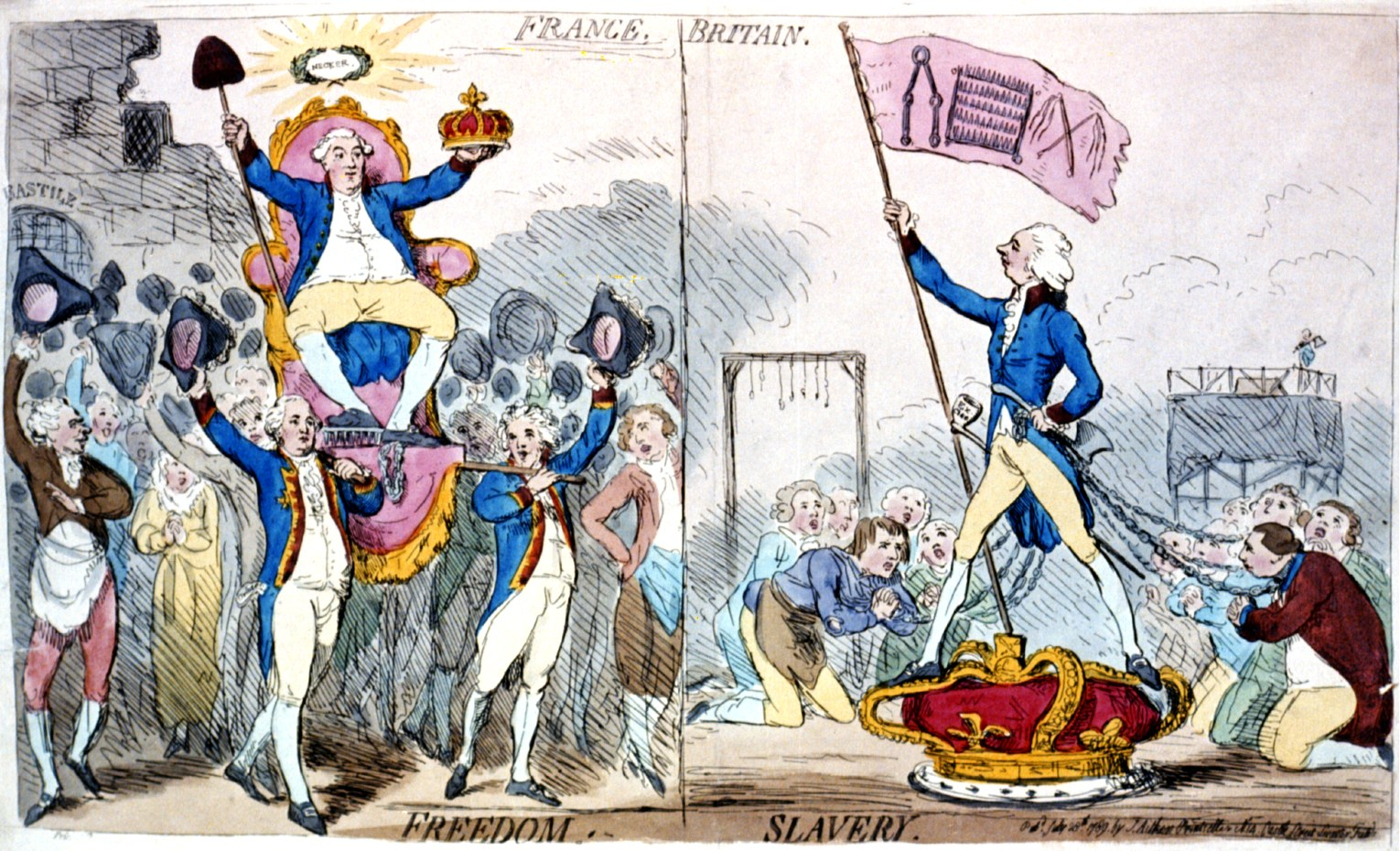
في فرنسا. بريطانيا. الحرية. العبودية (1789), جيمس گيلراي يسخر بالكاريكاتير من انتصار نكير (الجالس، إلى الشمال) في 1789, مقارناً باستهزاء أثرها على الحرية بأثر پـِت في إنگلترة.

وطلب الملك إلى نكير على مضض أن يعود إلى الحكومة (25 أغسطس) ومنحه الآن لقب وزير ومقعداً في المجلس الملكي. وهلل الجميع لهذا التعيين من الملكة والأكليروس إلى المصرفيين وعامة الشعب. وتجمع حشد في فناء قصر فرساي ليرحبوا به، فخرج إليهم وقال لهم «نعم يا أبنائي، أنا باق، فاطمئنوا» ووقع بعضهم على ركبهم وقبلوا يديه (29) فبكى على طريقة ذلك العصر.
على أن الذي استشرى في الإدارة، وفي الشوارع، وفي الفكر الحكومي والشعبي، وكان قد قارب جداً حالة التحلل السياسي بحيث كان قصارى ما استطاعه نكير هو الاحتفاظ بالاستقرار حتى يجتمع مجلس الطبقات. ثم بلفتة كريمة منه لاستعادة الثقة بالحكومة وضع ملوني فرنك من ماله في الخزانة، وارثهن ثروته الخاصة ضماناً جزئياً لالتزامات الدولة (30). ثم ألغى الأمر الذي صدر في 16 أغسطس بإلزام حملة السندات بقبول البنكنوت بدلاً من النقود، وارتفعت أسعار السندات الحكومية ثلاثين في المائة في السوق، وقدم المصرفيون من المال للخزانة ما يكفي لتجاوز الأزمة عاماً.
وعملاً بنصيحة نكير دعا الملك البرلمان ثانية (23 سبتمبر). واقترف البرلمان في نشوة انتصاره خطأ التصريح بأن مجلس الطبقات القادم ينبغي أن يعمل كما عمل سابقه في 1714-أي منعقداً بطبقات منفصلة ومصوتاً في وحدات طبقية، وهذا كفيل بأن يصيب الطبقة الثالثة أوتوماتيكياً بالعجز السياسي. أما جماهير العامة التي كانت قد صدقت دعوى البرلمان بأنه يدافع عن الحرية ضد الطغيان، فقد أدركت أن الحرية المقصودة هي حرية الطبقتين المميزتين في التسيد على الملك. وهكذا حرم البرلمان نفسه، بانضمامه على هذا النحو إلى وصف النظام الإقطاعي، من تأييد الطبقة الوسطى القوية، ولم بعد منذ الآن عاملاً مؤثراً في تشكيل الأحداث. وبلغ «التمرد النبيل» وبهذا حدوده وأنهى شوطه، ثم أخلى الآن مكانه للثورة البورجوازية.
وقد زاد مهمة نكير عسراً ما حل بالبلاد عام 1788 من قحط انتهى بعواصف ثلجية أتلفت المحاصيل الهزيلة. وكان شتاء 1788-89 من أقسى ما غفره تاريخ فرنسا، ففي باريس هبط الترمومتر إلى 18o تحت الصفر الفارنهيتي، وتجمد السين تماماً من باريس إلى الهافر. وارتفع سعر الخبز من تسعة سنتات في أغسطس 1788 إلى أربعة عشر في فبراير 1789. وبذلت الطبقات العليا قصارى جهدها للتخفيف عن الشعب، وأنفق بعض النبلاء، كالدوق أورليان، مئات الألوف من الجنيهات في إطعام الفقراء وتدفئتهم، وتبرع رئيس الأساقفة بأربعمائة ألف جنيه، وظل دير للرهبان يطعم ألفاً ومائتي يومياً على مدى ستة أسابيع (32). وحظر نكير تصدير الغلال، واستورد منها ما قيمته سبعون مليون جنيه، فأمكن تفادي المجاعة، ولكنه ترك لخلفائه أو لمجلس الطبقات مهمة سداد القروض التي اقترضها.
ثم اقنع الملك أثناء ذلك (27ديسمبر 1788) بأنه يجب في مجلس الطبقات القادم أن يكون نواب الطبقة الثالثة مساوين في العدد لنواب الطبقتين الأخيرتين مجتمعتين، وذلك رغم النصيحة المضادة التي أشار بها النبلاء الأقوياء. وفي 24 يونيو 1789 أذاع على جميع فرنسي في الطبقة الثالثة يزيد عمره على أربعة وعشرين عاماً ويدفع أي ضريبة، ومن حقه-بل أنه مأمور-بأن يدلي بصوته، وكذلك جميع المهنيين، ورجال الأعمال، وأعضاء الطوائف الحرفية، أي أن جميع العامة-باستثناء المعدمين وأفقر العمال-كان عليهم أن يدلوا بأصواتهم (32). واجتمع المرشحون الناجحون على هيئة لجنة انتخابية اختارت نائباً عن القسم. أما في الطبقة الأولى (الأكليروس) فكان كل كاهن أو خوري، وكل دير للرهبان أو الراهبات، يدلي بصوته لاختيار ممثل في الجمعية الانتخابية للقسم، وكان رؤساء الأساقفة، والأساقفة، ورؤساء الأديرة، أعضاء في تلك الجمعية بحكم وظائفهم، واختارت الجمعية مندوباً في مجلس الطبقات. أما في الطبقة الثانية (الأشراف) فقد كان كل نبيل فوق الرابعة والعشرين تلقائياً عضواً في الجمعية الانتخابية التي اختارت مندوباً يمثل نبلاء قسمه. وفي باريس وحدها قصر حق التصويت على من يدفعون فرضة رؤوس قدرها جنيهات أو أكثر، وقد أسقط بذلك معظم أفراد الطبقة العاملة (33).
ودعت الحكومة كل جمعية انتخابية في كل طبقة لوضع «كراسة بالشكاوى والمظالم» لإرشاد ممثلها. ولخصت كراسات الأقسام لكل طبقة في كراسات إقليمية، ثم قدمت هذه للملك، كاملة أو مختصرة، وأجمعت الكراسات كلها على إدانة الحكم المطلق، والمطالبة بملكية دستورية تتقيد فيه سلطات الملك ووزرائه بالقانون وبمجلس منتخب على نطاق قومي يجتمع دورياً وله وحده حق تقرير الضرائب الجديدة واعتماد القوانين الجديدة. وطلب إلى جميع النواب تقريباً عدم الموافقة على اعتماد أموال للحكومة حتى تحصل في شئون المال، والمظالم المقترنة بالضرائب غير المباشرة، وشطط السلطة الملكية كما يتمثل في أوامر القبض الملكية. وطالب الجميع بالمحاكمة وفق نظام المحلفين، وبسرية الرسائل، وبإصلاح القانون. ودعا الجميع للحرية، ولكن على طريقتهم الخاصة: فالنبلاء لاستعادة السلطات التي كانت لهم قبل حكم ريشليو، والأكليرس والبرجوازيون للتحرر من كل تدخل للدولة، والفلاحون لتحرر من الضرائب الظالمة والرسوم الإقطاعية. وقبل الجميع من حيث المبدأ المساواة في الضرائب على جميع أنواع الملكية. وأعرب الجميع عن الولاء للملك، ولكن أحداً لم يذكر «الحق الإلهي» في الحكم (34)، فقد كان هذا الحق بإجماع الآراء في عداد الموتى.
واشترطت كراسات النبلاء أن تجتمع كل طبقة من الطبقات الثلاث في مجلس الطبقات منفصلة وتصوت بوصفها طبقة متحدة. أما كراسات الأكليروس فقد رفضت التسامح الديني، وطلبت إلغاء الحقوق المدنية الممنوحة للبروتستانت مؤخراً. وطالبت بعض الكراسات بترك شطر أكبر من ضريبة العشور للأبرشية، وبفتح المناصب في السلم الكهنوتي أمام جميع القساوسة على السواء. وأسلفت معظم الكراسات الكنسية على ما شاب العصر من فساد أخلاقي في الفن والأدب والمسرح، وعزت هذا التدهور إلى حرية النشر المفرطة، وطالبت بقصر الأشراف على التعليم على الأكليروس الكاثوليكي دون سواه.
أما كراسات الطبقة الثالثة فأعربت أكثر ما أعربت عن آراء الطبقة الوسطى والفلاحين الملاك. فطالبت بإلغاء الحقوق الإقطاعية ومكوس النقل، وبفتح الطريق للمواهب لجميع الطبقات ولجميع المناصب. ونددت بثراء الكنيسة وتبطل الرهبان الغالي التكلفة. واقترحت إحدى الكراسات على الملك إن أراد تغطية العجز أن يبيع أراضي الأكليروس وايجاراتهم، واقترحت كراسة أخرى مصادرة جميع الأملاك الديرية (35). وشكت كراسات كثيرة من العبث المنكر الذي تحدثه بالمزارع حيوانات النبلاء ومطاردتها لصيدهم. وطلبت التعليم المجاني للجميع، وإصلاح المستشفيات والسجون، والقضاء المبرم على القنية وتجارة الرقيق.وأكدت كراسة نموذجية للفلاحين «أننا ركيزة العرش الرئيسية، وسند الجيوش الصادق... إننا مصدر الثراء للآخرين، بينما نظل فقراء»(36).
لقد كان انتخاب مجلس الطبقات هذا، وفي جملته، لحظة نبيلة باعثة على الفخر في تاريخ فرنسا. وكادت فرنسا البوربونية، ولو للحظة، أن تصبح ديموقراطية، على الأرجح بنسبة من السكان تدلي بأصواتها تفوق نسبة من يدلون لأصواتهم في انتخاب أمريكي يجري اليوم. وكان انتخاباً عادلاً، لا يشوبه الخلل الذي قد يتوقع في عملية بهذه الجدة، وواضح أنه كان أقل فساداً من معظم الانتخابات التي أجريت في ديموقراطيات أوروبا اللاحقة (37). ولم يحدث قط من قبل، على قدر علمنا، أن أصدرت حكومة من الحومات دعة عريضة كهذه لشعبها لتحيطه علماً بالإجراءات، ولتتعرف إلى شكاوى الشعب ورغباته، وقد أتاحت هذه الكراسات في جملتها للحكومة نظرة للأحوال في فرنسا أشمل من أي نظرة أتيحت لها في أي عهد قبل ذلك. فالآن امتلكت فرنسا، إن كانت قد امتلكت في أي عهد، لمواد المؤهلة لفن الحكم، والآن اختارت خيرة رجالها بمحض حريتها من كل طبقة، ليلتقوا بملك كان قد قام فعلاً بمقدمات شجاعة للتغيير. وملأ الأمل فرنسا كلها حين اتخذ هؤلاء الرجال القادمون من كل فج الدولة سمتهم إلى باريس وفرساي.

## نكير في الثورة
تقاعد جاك نيكر من منصبه

## أماكن سـُميت على اسمه
- جزيرة نكير (جزر هاواي الشمالية الغربية)

## الهامش
1. ↑   https://hls-dhs-dss.ch/fr/articles/007398/2017-05-30/#HLapE9riodefranE7aise281798-181429. {{استشهاد ويب}}: |url= بحاجة لعنوان (مساعدة) والوسيط |title= غير موجود أو فارغ (من ويكي بيانات) (مساعدة)
2. ↑  Necker et la Compagnie des Indes - Persée نسخة محفوظة 24 سبتمبر 2015 على موقع واي باك مشين.
3. ↑  BIOGRAPHICAL INDEX OF FORMER FELLOWS OF THE ROYAL SOCIETY OF EDINBURGH 1783 – 2002 (PDF). The Royal Society of Edinburgh. يوليو 2006. ISBN:0 902 198 84 X. مؤرشف من الأصل (PDF) في 2016-10-09.
4. ↑  Abstract. نسخة محفوظة 22 مارس 2009 على موقع واي باك مشين.

## روابط خارجية
- جاك نيكر على موقع الموسوعة البريطانية (الإنجليزية)
- جاك نيكر على موقع إن إن دي بي (الإنجليزية)